# 宇沢＝浜田の命題

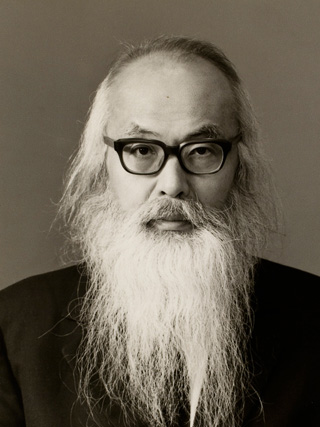
宇沢弘文

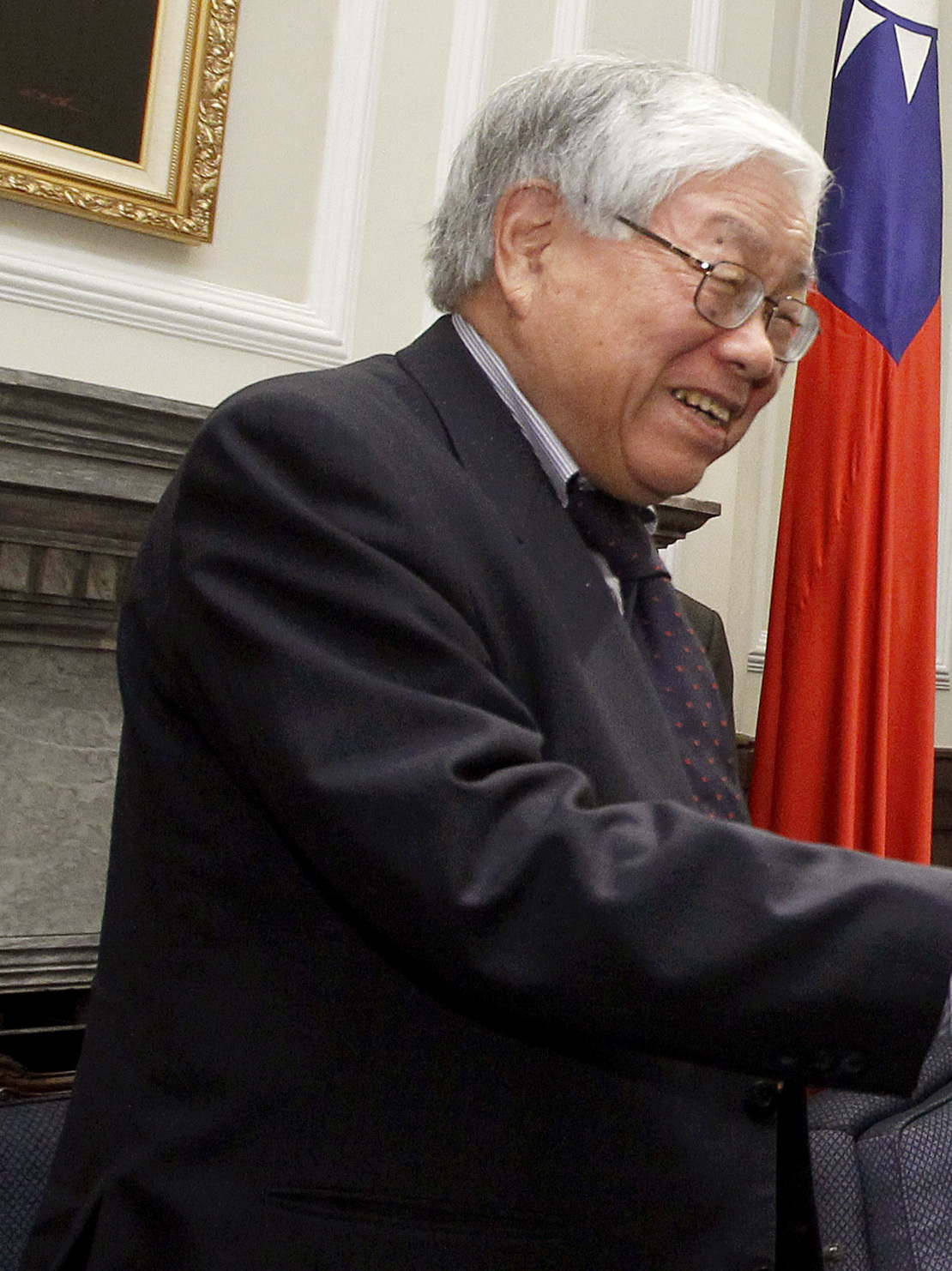
浜田宏一

宇沢＝浜田の命題 (うざわ＝はまだのめいだい、英: The Uzawa-Hamada Proposition) は、輸入関税により保護されている産業が存在する場合、海外から資本が流入しても資本収益が海外に流出するのであれば厚生が低下する可能性があるという理論的結果のこと。宇沢弘文と浜田宏一によって提唱された。リチャード・ブレッチャーとカルロス・ディアズアレサンドロの貢献も加味して、宇沢＝浜田＝ブレッチャー＝ディアズアレサンドロの命題（英：Uzawa-Hamada-Brecher-Diaz Alejandro Proposition）と呼ばれることもある。

## 概要
日本は1964年のOECD加盟によって、資本移動の自由化を義務付けた「資本取引の自由化に関する規約」に同意することになった。この資本自由化により、1960年代後半から1990年代にかけて、資本の国際移動、特に資本の流入の経済的な影響を分析する論文が多く書かれた。宇沢弘文と浜田宏一は、ほぼ同時期に公開された論文の中で、関税による保護を継続したままの状態で資本流入が起こると国内の厚生が低下する可能性を指摘した。いずれの論文も、ヘクシャー＝オリーン・モデルのような、2つの最終財が2つの生産要素から生産される完全競争下の小国の経済を想定して分析された。
ハリー・G・ジョンソンは、関税保護下では、生産性の上昇や資本蓄積が所得を低下させる窮乏化成長が起こる可能性があることを示しており（ジョンソンの命題）、このことから浜田＝宇沢の命題はジョンソンの命題の系（Corollary）と言える。

## 関連する理論的結果
輸入関税ではなく輸入割当によって保護される産業があるとき、資本の限界生産物価値が海外に支払われるとしても、資本の流入が国内の厚生を上昇させる可能性があることも示されている。特殊要素モデルの枠組みで輸入割当による保護の下で資本の流入の影響を考えた論文では、やはり厚生が低下することが示されている。
中間財産業を想定したモデルでは、中間財産業が関税によって保護されている状況で、資本の限界生産物価値が海外に流出するような資本の流入があったとしても国内厚生が上昇する可能性があることが示されている。ただし、特殊要素モデルのように、労働は2つの産業で使用される一方で、中間財産業と最終財産業にそれぞれ特殊的な資本（中間財生産資本と最終財生産資本）が存在し、その分析での「資本の流入」は「中間財資本の流入」を意味している。また、同様の環境で、最終財産業に関税で保護されている状況でも、資本の流入があったとしても国内厚生が上昇する可能性があることも示されている。特殊要素モデルの枠組みで、輸出産業で使用される資本が流入すると必ず厚生が改善することが示されている。
プレビッシュ＝シンガー命題と関連する結果であるとして議論されることもある。プレビッシュ＝シンガー命題は、途上国が国際貿易に従事することで交易条件が悪化し厚生が悪化することを示したものであるが、同様の結果が資本の流入によっても生じ得ることが示されている。
三辺信夫は、資本の流入によって厚生が低下するのは、資本不足国に限定的な量の資本が流入する場合に限られることを示している。つまり、資本豊富国に資本が流入する場合は関税による保護がある状況であっても厚生が低下しないことを示している。